# Жуку (Румыния)
Жуку (рум. Jucu, венг. Zsuk) — коммуна в жудеце Клуж в регионе Трансильвания в Румынии.
Находится примерно в 18 км к северу от административного центра жудеца г. Клуж-Напока.

## Население
По состоянию на 20 октября 2011 года численность населения составляла - 4270 человек. Площадь - 85,13  км². Плотность - 50 чел / км². Высота -	325 м.

## История
Впервые упоминается в 1325 году. На основании археологических находок в районе Жуку история поселения в может быть отнесена к эпохе неолита или бронзового века. В средние века на этом месте была венгерская деревня. Местечко Жуку-де-Сус было заселено большинством румын примерно с 1660 года. 

## Известные уроженцы
- Барициу, Георге (1812–1893) — румынский драматург, историк, филолог, журналист, публицист, редактор, академик, президент Румынской академии (1893), политик, предприниматель, основатель румынской прессы в Трансильвании.
- Пожар, Кристинел (род. 1967) — румынский футболист, футбольный тренер.

- Административное здание
- Бюст Георге Барициу